# Peter Vesenjak
Peter Vesenjak, slovenski politik, * 1966.
Med 1. majem 1995 in 13. novembrom 1997 je bil državni sekretar Republike Slovenije na Ministrstvu za gospodarske dejavnosti Republike Slovenije.